# Rệp bông trắng
Rệp bông trắng hại mía hay rầy bu trắng (Danh pháp khoa học: Ceratovacuna lanigera) là một loài rệp trong họ Aphididae phân bố ở Ấn Độ, Brunei, Đài Loan, Indonesia, Malaysia, Myanmar, Nhật Bản, Philippines, Sri Lanka, Thái Lan, Trung Quốc, ở Việt Nam chúng có ở khắp các vùng trồng mía, chúng là một loài dịch hại nguy hiểm không những đối với sinh trưởng và phát triển của cây mía mà còn có ảnh hưởng xấu đến năng suất và chất lượng của đường.

## Đặc điểm
Có hai dạng rệp có cánh và không cánh, rệp có cánh tuy chỉ chiếm tỉ lệ nhỏ trong quần thể rệp nhưng có tác hại không kém rệp không cánh vì có thể di chuyển và lây lan từ ruộng này sang ruộng khác, từ vụ trước đến vụ sau. Rệp không cánh tuy ít di động nhưng tuổi thọ dài và đẻ rất sai, một đời rệp trưởng thành không cánh có thể đẻ đến hàng trăm con rệp con. Sở dĩ gọi là rệp bông trắng vì rệp trưởng thành lẫn rệp non ở phần ngực và bụng có phủ một lớp sáp như bông trắng càng lớn càng dầy hơn lên.
Sâu non tuổi cuối có thân dài 0,7mm. Sâu non có 2 dạng: Sâu non có mầm cánh (râu đầu 5 đốt; sâu non tuổi 4 có mặt lưng ngực giữa nhô lồi, ngực giữa và ngực sau có mầm cánh; ngực sau và lưng phần bụng có lớp xơ sáp trắng) và sâu non không có mầm cánh (râu đầu 4 đốt, mặt lưng phủ nhiều xơ sáp trắng). Trưởng thành có hai loại hình: Có cánh và không có cánh. Trưởng thành có cánh với thân dài 2,5mm. Mắt kép to, râu đầu 5 đốt. Phần đầu và ngực màu nâu đen, phần bụng và chân màu vàng sẫm hoặc xanh đen, hai đôi cánh trong suốt. Trưởng thành không có cánh với thân dài 2,5mm. Cơ thể màu vàng, vàng xanh. Không có ống mật ở hai bên phần bụng. Mặt lưng phủ đầy lớp sáp trắng dạng sợi.